# Álvaro Pintos
Álvaro Gabriel Pintos Fraga (Montevideo, 24 ottobre 1977) è un ex calciatore uruguaiano, di ruolo attaccante.